# Джек Дорсі
Джек Патрік Дорсі (англ. Jack Dorsey; нар. 19 листопада 1976) — американський архітектор програмного забезпечення та підприємець, відомий як творець Твіттеру. MIT'S Technology Review назвав його видатним новатором у віці до 35 років.

## Ранні роки
Дорсі виріс в Сент-Луїсі, штат Міссурі. Відвідував Міссурійський університет науки й технологій, перш ніж перейти до Нью-Йоркського університету. Пізніше переїхав до Каліфорнії.

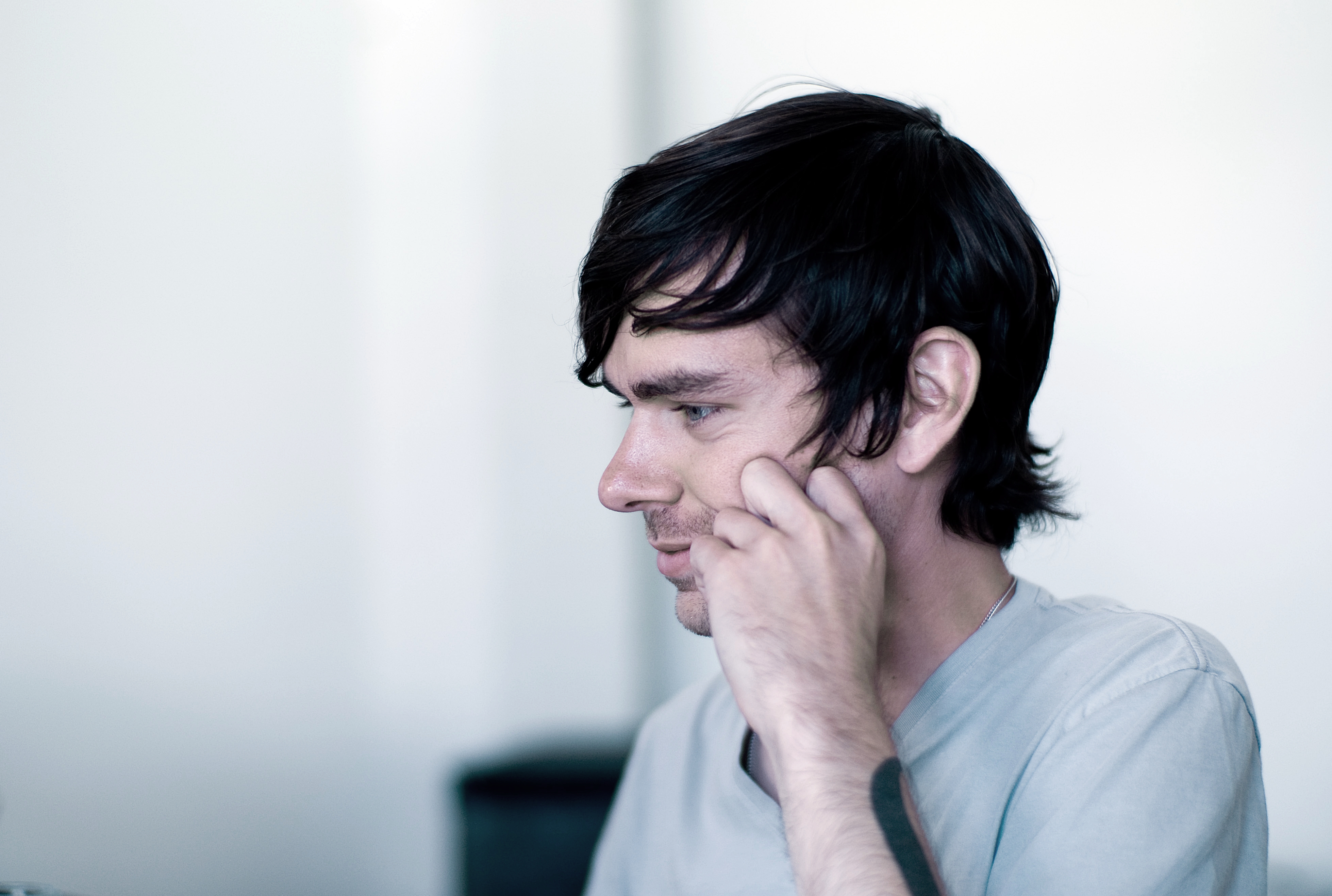
Дорсі 2008 року

В Окленді у 2000 році Дорсі заснував компанію з посилання кур'єрів, таксі, аварійних служб з Інтернету. У липні 2000 року, спираючись на диспетчерський досвід і натхненний «Живим журналом» і, можливо, AOL Instant Messenger, він прийшов до ідеї вебслужби коротких повідомлень у реальному часі.
Коли він вперше побачив реалізацію обміну миттєвими повідомленнями, Дорсі поставив собі питання, чи може статус користувача легко поширюватися серед друзів. Він пішов до компанії Odeo, яка в той час займалася проблемою обміну текстовими повідомленнями. Дорсі та Біз Стоун вирішили, що текст SMS-повідомлення підходить як ідея статусу, і побудували прототип Твіттеру приблизно за два тижні. Ідея привернула увагу багатьох користувачів Odeo та інвестиції від творця Blogger Евана Вільямса, який покинув Google після продажу йому Pyra Labs і Blogger.

## Twitter, Inc
Детальніше див. статтю Твіттер
Дорсі, Стоун і Вільямс стали співзасновниками компанії Obvious, з якої потім виділилася Twitter, Inc. 16 жовтня 2008 року. Вільямс взяв на себе роль генерального директора, а Дорсі став головою ради. У листопаді 2021 року Дорсі повідомив, що залишає Twitter. Дорсі залишиться в раді директорів до закінчення терміну його повноважень у 2022 році. На посаді його змінить нинішній технічний директор Twitter Параг Агравал.

## Square, Inc
Майже відразу після призначення головою ради в Twitter Inc. Джек Дорсі почав розробляти нову платформу для кредитних карт на мобільних пристроях. У компанії працює приблизно 800 осіб. Журнал Business Insider у 2012 році оцінив компанію Square Inc. у 3,2 млрд $.

## Bluesky
Дорсі є співзасновником Bluesky Social, відокремленої компанії Twitter, яка розробляє децентралізований протокол і додаток для соціальних мереж.